# 武夷路777号
武夷路777号（又名沪西体育场旧址或上海国际体操中心）位于中華人民共和國上海市长宁区武夷路777号，毗邻长宁区妇幼保健院，原是建于1953年的沪西体育场，有4000个观众座位，1971年改造增至9000个座位并附半圆式400米田径跑道8条，举办过学区三校联合运动会和全国足球联赛。1995年起沪西体育场再次改造后，于1997年建成改名为上海国际体操中心，内有25个羽毛球场地和游泳馆，占地面积3.36万平方米，建筑面积3.99万平方米，并作为第八届全国运动会体操和艺术体操承办场馆。2018年上海国际体操中心启动改建拆除，2018年9月拆除完毕，2020年1月22日改建正式开工，计划建成地上3层、地下4层，面积是达到原体操中心4倍，大比赛场70米长40米宽，小比赛场46米长30米宽，预定于2024年竣工。